# یان بنش (نویسنده)
یان بِنِش (چکی: Jan Beneš؛ ۲۱ مارس ۱۹۳۶ – ۱ ژوئن ۲۰۰۷) نویسنده، مترجم، روزنامه‌نگار و فیلمنامه‌نویس اهل کشور جمهوری چک بود. او نویسنده بسیاری از رمان‌ها و چندین کتاب تاریخی است. او یک زندانی سیاسی رژیم کمونیستی چکسلواکی و یک داوطلب نیروهای ویژه (نیروی زمینی ایالات متحده آمریکا) بود.وی در سال ۱۹۶۹، پس از تهاجم پیمان ورشو به چکسلواکی، به ایالات متحده آمریکا مهاجرت کرد. او ۲۰ سال در وزارت دفاع آمریکا خدمت کرد. او در سال ۱۹۹۲ پس از تغییر رژیم به جمهوری چک بازگشت.